# Nulmorfisme
In de categorietheorie is een nulmorfisme een speciale soort van "triviaal" morfisme. Neem aan dat C een categorie is, en dat we voor twee willekeurige objecten X en Y in C een morfisme 0XY : X → Y geldt met de volgende eigenschap: voor elke twee willekeurige morfismen f : R → S en g : U → V verkrijgen we onderstaand commutatief diagram:
Dan worden de morfismen 0XY een familie van morfismen in C genoemd.
Door aan te nemen dat f of g in bovenstaande diagram het identiteitsmorfisme is, zien we dat de samenstelling van elk willekeurig morfisme met een nulmorfisme in een nulmorfisme resulteert. Als een categorie verder een familie van nulmorfismen heeft, dan is deze familie uniek.
Als een categorie nulmorfismen heeft, dan kan men de noties van kern en cokern in die categorie definiëren.
Een morfisme is dan en slechts dan een nulmorfisme als het constant en coconstant is.

## Voorbeelden
- In de categorie van groepen of categorie van modulen is een nulmorfsme een homomorfisme f : G → H, dat G in zijn geheel afbeeldt op het identiteitselement van H.
- Stel meer in het algemeen dat C een willekeurige categorie is met een nulobject 0. Dan bestaat er voor alle objecten X en Y een unieke volgorde van morfismen

0XY : X → 0 → Y
De familie van alle morfismen die zo is geconstrueerd is een familie van nulmorfismen voor C.
- Als C een pre-additieve categorie is, dan is elke morfismeverzameling Mor(X,Y) een Abelse groep en heeft daarom een nulelement. Deze nulelementen vormen een familie van nulmorfismen voor C.
- De categorie Set (verzamelingen met functies als morfismen) heeft geen nulmorfismen; Ook de categorie Top (topologische ruimten, met continue functies) heeft geen nulmorfismen. De categorie van verzamelingen met partiële functies als morfismen heeft echter wel een nulobject (de lege verzameling) en dus een familie van nulmorfismen (de partiële functies met leeg bereik). Op gelijke wijze kan men aan elk object van Top een opvallend geïsoleerd punt ø (het "nulpunt") toevoegen, en de verzameling van morfismen uitbreiden tot deze alle continue partiële functies bevat, dat wil zeggen continue afbeeldingen

{\displaystyle f:X\cup \{\emptyset \}\rightarrow Y\cup \{\emptyset \}},
zodanig dat f(O) = ø. (Merk op dat {Ø} een geïsoleerde open omgeving is, die complementair ia aan de rest Y van het codomein van f. Aangezien Y ook open in {\displaystyle Y\cup \{\emptyset \}} is, moet {\displaystyle f^{-1}(\{\emptyset \})} van (Ø)
plus nul of meer geïsoleerde componenten van X bestaan.) De resulterende categorie heeft het nulobject {ø} en heeft dus een verzameling van nulmorfismen 
{\displaystyle 0_{XY}:X\cup \{\emptyset \}\rightarrow \{\emptyset \}\subseteq Y\cup \{\emptyset \}}.